# Liste du patrimoine culturel immatériel de l'humanité au Cambodge
Cet article recense les pratiques inscrites au patrimoine culturel immatériel au Cambodge.

## Statistiques
Le Cambodge ratifie la convention pour la sauvegarde du patrimoine culturel immatériel le 13 juin 2006. La première pratique protégée est inscrite en 2008.
En 2024, le Cambodge compte 7 éléments inscrits au patrimoine culturel immatériel, 5 sur la liste représentative et 2 sur la nécessitant une sauvegarde urgente.

## Listes

### Liste représentative
Les éléments suivants sont inscrits sur la liste représentative du patrimoine culturel immatériel de l'humanité :
| Élément                                                                                            | Type | Subdivision | Année | Lien  | Notes                                                        | Illus. |
| -------------------------------------------------------------------------------------------------- | --- | ----------- | ----- | ----- | ------------------------------------------------------------ | ------ |
| Le Sbek Thom, théâtre d'ombres khmer                                                               | arts du spectacle                                                                                               |             | 2008  | 00108 |                                                              |        |
| Le Ballet royal du Cambodge                                                                        | arts du spectacle                                                                                               |             | 2008  | 00060 |                                                              |        |
| Les rituels et jeux de tir à la corde                                                              | pratiques sociales, rituels et événements festifs                                                               |             | 2015  | 01080 | Partagé avec la Corée du Sud, les Philippines et le Viêt Nam |        |
| Le kun lbokator, un art martial traditionnel au Cambodge                                           | traditions et expressions orales arts du spectacle connaissances et pratiques concernant la nature et l’univers |             | 2022  | 01868 |                                                              |        |
| Les pratiques et expressions culturelles liées au krama, un textile traditionnel tissé au Cambodge | savoir-faire liés à l'artisanat traditionnel                                                                    |             | 2024  | 02115 |                                                              |        |

### Patrimoine immatériel nécessitant une sauvegarde urgente
Le Cambodge compte un élément listé sur la liste du patrimoine immatériel nécessitant une sauvegarde urgente :
| Élément                              | Type                                                                | Subdivision    | Année | Lien  | Notes | Illus. |
| ------------------------------------ | ------------------------------------------------------------------- | -------------- | ----- | ----- | ----- | ------ |
| Le Chapey Dang Veng                  | arts du spectacle                                                   |                | 2016  | 01165 |       |        |
| Le lkhon khol (en) de Wat Svay Andet | pratiques sociales, rituels et événements festifs arts du spectacle | Wat Svay Andet | 2016  | 01374 |       |        |

### Registre des meilleures pratiques de sauvegarde
Le Cambodge ne compte aucune pratique listée au registre des meilleures pratiques de sauvegarde.